# Griffin Gluck
Griffin Gluck est un acteur américain, né le 24 août 2000 à Los Angeles (Californie).

## Biographie
Griffin Gluck est né le 24 août 2000 à Los Angeles. Son père, Cellin Gluck est réalisateur. Il a une sœur, Caroline Paris Gluck.

### Carrière
Griffin Gluck commence sa carrière en 2009, avec un petit rôle dans un film de son père Saidoweizu. L'année suivante, il joue dans un épisode de The Office. 
En 2010, il joue dans le film Le Mytho de Dennis Dugan et obtient un rôle régulier dans Private Practice, jusqu'en 2013. Cette même année, il est toujours présent sur le petit écran dans Back in the Game.
Il enchaîne ensuite avec les séries Red Band Society, About a Boy, ou encore Impastor en 2016.
En 2017, il est présent lors d'un épisode de Papa a un plan, puis il joue le rôle de Sam Ecklund dans la série American Vandal. Au cinéma, il joue aux côtés de James Franco, Bryan Cranston et Zoey Deutch dans The Boyfriend : Pourquoi lui ?
En 2019, il joue dans le film Tall Girl.
Entre 2020 et 2021, il incarne Gabe dans la série Locke and Key, diffusé sur Netflix.
En 2023, il joue le rôle de Luke dans la saison 2 de Cruel Summer diffusé sur Amazon Prime.  
En 2024, il incarne Quinn dans le film Time Cut diffusé sur Netflix.   

## Filmographie

### Cinéma

#### Longs métrages
- 2009 : Saidoweizu de Cellin Gluck : un garçon à la pharmacie
- 2011 : Le Mytho (Just Go with It) de Dennis Dugan : Michael
- 2013 : Trust Me de Clark Gregg : Phillip
- 2015 : Just Before I Go de Courteney Cox : Randy Morgan
- 2015 : Larry Gaye : hôtesse de l'air (Larry Gaye : Renegade Male Flight Attendant) de Sam Friedlander : Donnie
- 2016 : La 6e, la pire année de ma vie (Middle School: The Worst Years of My Life) de Steve Carr : Rafe Khatchadorian
- 2017 : The Boyfriend : Pourquoi lui ? (Why Him ?) de John Hamburg : Scotty Fleming
- 2018 : The Boxcar Children : Surprise Island d'Anna Chi, Daniel Chuba, Mark Dippé et Wonjae Lee : Henry (voix)
- 2019 : Tall Girl de Nzingha Stewart : Jack Dunkleman
- 2019 : Big Time Adolescence de Jason Orley : Mo
- 2020 : Dinner in America d'Adam Rehmeier : Kevin
- 2022 : Tall Girl 2 de Emily Ting : Jack Dunkleman
- 2024 : Time Cut de Hannah Macpherson : Quinn

#### Courts métrages
- 2011 : A Boy's Life d'Elias Benavidez : Max

### Télévision

#### Téléfilms
- 2011 : The Council of Dads d'Anthony et Joe Russo : Daniel Wells
- 2015 : Cuckoo de Peter Farrelly : Dylan

#### Séries télévisées
- 2010 : The Office : Half Bred
- 2011 : United States of Tara : Monty
- 2011-2013 : Private Practice : Mason Warner
- 2013-2014 : Back in the Game : Danny Gannon
- 2014 : Silicon Valley : Un garçon
- 2014-2015 : Red Band Society[2] : Charlie
- 2015 : About a Boy : Clay
- 2015 : Life in Pieces : Aiden
- 2016 : Impastor : Austin McCann
- 2016 : Very Bad Nanny : Dylan
- 2017 : Papa a un plan (Man with a Plan) : Tyler
- 2017-2018 : American Vandal : Sam Ecklund
- 2020 : Love Life : Luke
- 2020 : Day by Day : Roland
- 2020-2021 : Locke and Key : Gabe
- 2023 : Cruel Summer : Luke Chambers

## Voix françaises
| - Benjamin Bollen dans : - Tall Girl - Tall Girl 2 - Cruel Summer (série télévisée) - Time Cut - Thomas Sagols dans : - Big Time Adolescence - Locke and Key (série télévisée) et aussi - Pierre Le Bec (Belgique) dans La 6e, la pire année de ma vie - Enzo Ratsito dans The Boyfriend : Pourquoi lui ? - Sébastien Hébrant (Belgique) dans American Vandal (série télévisée) |